# Sam Lofquist
Samuel "Sam" Lofquist, ibland även Löfquist, född 15 mars 1990 i Somerset, Wisconsin, USA, är en amerikansk före detta professionell ishockeyspelare. Det svenskklingande efternamnet Lofquist härstammar från hans farfars farfar som var från Charlottenberg i Sverige. Efter att ha spelat juniorishockey i Kanada för Guelph Storm under två säsonger i OHL, lämnade Lofquist Nordamerika för spel i Sverige. De tre följande säsongerna spelade han i Hockeyallsvenskan: två för IK Oskarshamn och en för Djurgårdens IF.
De fyra kommande säsongerna spelade Lofquist i Finland, Ryssland och Schweiz, i tur och ordning för: Saimaan Pallo i Liiga, Torpedo Nizjnij Novgorod i KHL, samt EHC Biel i NL. Säsongen 2018/19 påbörjade han med San Antonio Rampage i AHL, men lämnade klubben i slutet av 2018 för spel med den kinesiska klubben Kunlun Red Star i KHL. Mellan oktober 2019 och mars 2020 spelade han för Linköping HC i SHL innan han i september samma år återvände till Red Star i KHL. I slutet av december 2020 lämnade han återigen Red Stars. Han avslutade säsongen med Saimaan Pallo, som han tidigare spelat för. I november 2021 skrev han ett avtal med Kookoo och i juli 2023 bekräftade att han avslutat sin spelarkarriär. I december 2024 gjorde han en kortlivad comeback då han spelade två matcher för Utah Grizzlies i ECHL.
Som junior tog Lofquist ett brons med USA i U18-VM i Kazan 2008. I november 2015 gjorde han A-landslagsdebut under Deutschland Cup.

## Karriär

### Klubblag

#### 2009–2014: Början av karriären och flytt till Europa
Lofquist påbörjade sin ishockeykarriär med Wisconsin Fire. Efter att ha spelat för University of Minnesota under säsongen 2008/09 anslöt han till Guelph Storm i OHL den följande säsongen. Under sin andra säsong med Storm blev Lofquist lagets poängmässigt bästa back då han på 62 matcher noterades för 36 poäng (8 mål, 28 assist). Vid säsongens slut tecknade Lofquist den 8 april 2011 ett amatöravtal för provspel med Houston Aeros i AHL. Två dagar senare spelade han sin första AHL-match, en 3–6-seger mot Oklahoma City Barons, där han noterades för en assistpoäng. Lofquist fick sedan inte spela mer under säsongen, men skrev senare samma månad ett nytt amatöravtal med Aeros.
Den 5 oktober 2011 meddelades det dock att Lofquist skrivit ett avtal med South Carolina Stingrays i ECHL. Han spelade endast en match för klubben innan han lämnade Nordamerika för spel i Sverige. Den 16 oktober 2011 bekräftade IK Oskarshamn i Hockeyallsvenskan att man skrivit ett fyra veckor långt try out-avtal med Lofquist. Senare samma månad, den 21 oktober, spelade han sin första match i Hockeyallsvenskan, i en 1–4-seger mot IF Sundsvall Hockey. Den 11 november 2011 gjorde Lofquist sitt första mål i Hockeyallsvenskan, på Erik Hanses, i en 4–1-förlust mot Leksands IF. Han tillbringade hela säsongen med Oskarshamn och noterades för 17 poäng på 41 grundseriematcher och var därmed lagets poängmässigt bästa back. Den 19 mars 2012 förlängde Lofquist sitt avtal med IK Oskarshamn med ytterligare en säsong. Under sin andra säsong med Oskarshamn blev han tillsammans med Patrik Hersley Hockeyallsvenskans målbästa back med 13 mål på 52 grundseriematcher. Totalt noterades han för 25 poäng.
Den 19 mars 2013 skrev Lofquist ett ettårskontrakt med Djurgårdens IF. Lofquist blev petad under större delen av Kvalserien till Svenska Hockeyligan 2014 efter ett bråk med tränaren Stefan Nyman mitt under en match mot Örebro HK. Laget lyckades avancera till SHL, men han fick därefter inget förnyat förtroende i Djurgården.

#### 2014–2018: Liiga, KHL och NL
Efter tre säsonger i Sverige flyttade Lofquist till Finland och skrev ett ettårskontrakt med option på ytterligare ett år med Saimaan Pallo i FM-ligan den 16 juni 2014. Den 12 september 2014 spelade han sin första match i FM-ligan. Senare samma månad, den 27 september, gjorde han sina två första mål i FM-ligan, på Jani Nieminen, i en 4–1-seger mot Esbo Blues. SaiPa slutade på åttonde plats i grundserien och slogs ut i kvartsfinal i det efterföljande slutspelet mot Kärpät. På 59 grundseriematcher noterades Lofquist för 28 poäng, varav 9 mål. Den 1 april 2015 förlängde Lofquist sitt avtal med SaiPa med ytterligare en säsong. Under sin andra säsong i klubben var Lofquist dess poängmässigt bästa back. På 58 grundseriematcher stod han för 27 poäng (10 mål, 17 assist). För andra säsongen i följd slogs laget ut i kvartsfinal i det efterföljande slutspelet.
Den 1 maj 2016 skrev Lofquist på för den ryska KHL-klubben Torpedo Nizjnij Novgorod. Den 25 augusti 2016 spelade han debut i KHL i en match mot Dinamo Riga. I sin tredje match, den 31 augusti samma år, noterades han för sitt första mål i ligan, på Niko Hovinen, i en 1–6-seger mot KHL Medveščak Zagreb. Totalt stod Lofquist för 13 poäng på 43 grundseriematcher (fyra mål, nio assist). I Gagarin Cup-slutspelet slogs laget ut i den första rundan med 4–1 i matcher av HK Dynamo Moskva.
Den 25 april 2017 förlängde Lofquist sitt avtal med Nizjnij Novgorod med ytterligare två år. Avtalet bröts dock innan säsongens start och den 19 september 2017 skrev Lofquist istället ett ettårsavtal med EHC Biel i NL. Den 29 september gjorde han debut i Nationalliga A och i sin andra match med klubben, dagen därpå, gjorde han sitt första mål i ligan, på Benjamin Conz, i en 6–2-seger mot HC Ambri-Piotta. Lofquist fick säsongen störd av en fingerskada, och noterades för 13 poäng på 24 grundseriematcher (fyra mål, nio assist). Biel slutade på tredje plats i grundserien och slogs i det efterföljande slutspelet ut i semifinalserien mot HC Lugano med 4–2 i matcher. 

#### 2018–2024: Slutet av karriären
Den 30 juli 2018 tecknade Lofquist ett avtal med San Antonio Rampage i AHL. Den 21 oktober samma år gjorde han sitt första mål i AHL, på Eric Comrie, i en 3–6-förlust mot Manitoba Moose. Han spelade sedan endast nio grundseriematcher för laget, där han noterades för ett mål och en assist, innan han i december 2018 lämnade klubben. Den 25 december 2018 skrev Lofquist ett avtal med Kunlun Red Star i KHL. Red Star misslyckades att ta sig till slutspel och efter säsongens slut skrev Lofquist den 1 maj 2019 ett tvåårsavtal med HK Sibir Novosibirsk i KHL. Han spelade dock aldrig för klubben och presenterades istället som nyförvärv till Linköping HC i SHL den 20 oktober 2019. Han gjorde SHL-debut den 31 oktober och noterades sedan för sitt första SHL-mål den 14 november 2019, på Axel Brage, i en 4–1-seger mot Leksands IF. Den 26 februari 2020 meddelades det att Lofquist fått fem matchers avstängning efter att ha knuffat en linjedomare under en match mot Malmö Redhawks dagen innan. Totalt spelade han 33 grundseriematcher för Linköping och var den back i laget som gjorde flest mål (totalt 16 poäng, varav 7 mål). Han var också den spelare i laget som drog på sig flest antal utvisningsminuter (68).
Den 16 september 2020 stod det klart att Lofquist återvänt till Kunlun Red Star i KHL. Efter att ha ådragit sig en skada under en match i slutet av november 2020 meddelades det den 27 december samma år att Red Star och Lofquist valt att bryta avtalet i samförstånd. Den 26 februari 2021 bekräftades det att Lofquist återvänt till Saimaan Pallo, där han avslutade säsongen med ett mål och fyra assister på elva matcher.
Efter att avtalet med SaiPa gått ut var Lofquist klubblös fram till den 10 november 2021, då han skrev ett kontrakt för återstoden av säsongen med Kookoo i Liiga. På 26 grundseriematcher stod han för fyra mål och fem assistpoäng. Säsongen 2022/23 spelade inte Lofquist för någon klubb och den 27 juli 2023 bekräftade han, via Instagram, att han avslutat sin spelarkarriär. I december 2024 bekräftades det att han gjort comeback då han skrivit ett avtal med Utah Grizzlies i ECHL. Han spelade dock endast två matcher för klubben.

### Landslag
Lofquist blev uttagen till att spela U18-VM i Kazan 2008 för USA. Laget besegrade Tyskland i kvartsfinal, men föll sedan mot Ryssland i semifinal. USA vann den efterföljande bronsmatchen mot Sverige med 6–3. På sju spelade matcher gick Lofquist poänglös.
I oktober 2015 meddelades det att Lofquist blivit uttagen att spela Deutschland Cup för USA. Han spelade sin första A-landslagsmatch den 6 november 2015, mot Slovakien.

## Statistik

### Klubblag
| 2009–10                  | Guelph Storm             | OHL                      | 49  | 5  | 31 | 36 | 67  | 5  | 0 | 0 | 0 | 0  |
| 2010–11                  | Guelph Storm             | OHL                      | 62  | 8  | 28 | 36 | 57  | 6  | 3 | 5 | 8 | 0  |
| 2010–11                  | Houston Aeros            | AHL                      | 1   | 0  | 1  | 1  | 0   | —  | — | — | — | —  |
| 2011–12                  | South Carolina Stingrays | ECHL                     | 1   | 0  | 0  | 0  | 0   | —  | — | — | — | —  |
| 2011–12                  | IK Oskarshamn            | HA                       | 41  | 7  | 10 | 17 | 42  | 6  | 0 | 3 | 3 | 2  |
| 2012–13                  | IK Oskarshamn            | HA                       | 52  | 13 | 12 | 25 | 64  | 6  | 2 | 2 | 4 | 6  |
| 2013–14                  | Djurgårdens IF           | HA                       | 51  | 6  | 18 | 24 | 38  | 3  | 0 | 0 | 0 | 0  |
| 2014–15                  | Saimaan Pallo            | Liiga                    | 59  | 9  | 19 | 28 | 57  | 6  | 3 | 0 | 3 | 4  |
| 2015–16                  | Saimaan Pallo            | Liiga                    | 58  | 10 | 17 | 27 | 59  | 6  | 0 | 1 | 1 | 2  |
| 2016–17                  | Torpedo Nizjnij Novgorod | KHL                      | 43  | 4  | 9  | 13 | 32  | 4  | 0 | 1 | 1 | 2  |
| 2017–18                  | EHC Biel                 | NL                       | 24  | 4  | 9  | 13 | 16  | 5  | 1 | 4 | 5 | 10 |
| 2018–19                  | San Antonio Rampage      | AHL                      | 9   | 1  | 1  | 2  | 19  | —  | — | — | — | —  |
| 2018–19                  | Kunlun Red Star          | KHL                      | 18  | 3  | 8  | 11 | 16  | —  | — | — | — | —  |
| 2019–20                  | Linköping HC             | SHL                      | 33  | 7  | 9  | 16 | 68  | —  | — | — | — | —  |
| 2020–21                  | Kunlun Red Star          | KHL                      | 21  | 2  | 9  | 11 | 19  | —  | — | — | — | —  |
| 2020–21                  | Saimaan Pallo            | Liiga                    | 11  | 1  | 4  | 5  | 6   | —  | — | — | — | —  |
| 2021–22                  | Kookoo                   | Liiga                    | 26  | 4  | 5  | 9  | 6   | —  | — | — | — | —  |
| 2024–25                  | Utah Grizzlies           | ECHL                     | 2   | 0  | 0  | 0  | 2   | —  | — | — | — | —  |
| Liiga totalt             | Liiga totalt             | Liiga totalt             | 154 | 24 | 45 | 69 | 128 | 12 | 3 | 1 | 4 | 6  |
| Hockeyallsvenskan totalt | Hockeyallsvenskan totalt | Hockeyallsvenskan totalt | 144 | 26 | 40 | 66 | 144 | 16 | 2 | 5 | 7 | 8  |
| KHL totalt               | KHL totalt               | KHL totalt               | 82  | 9  | 26 | 35 | 67  | 4  | 0 | 1 | 1 | 2  |

### Internationellt
| År            | Lag           | Turnering     | Matcher | Mål | Assists | Poäng | Utv. |
| ------------- | ------------- | ------------- | ------- | --- | ------- | ----- | ---- |
| 2008          | USA           | U18-VM        | 7       | 0   | 0       | 0     | 6    |
| Junior totalt | Junior totalt | Junior totalt | 7       | 0   | 0       | 0     | 6    |